# Servicio Militar Nacional (México)

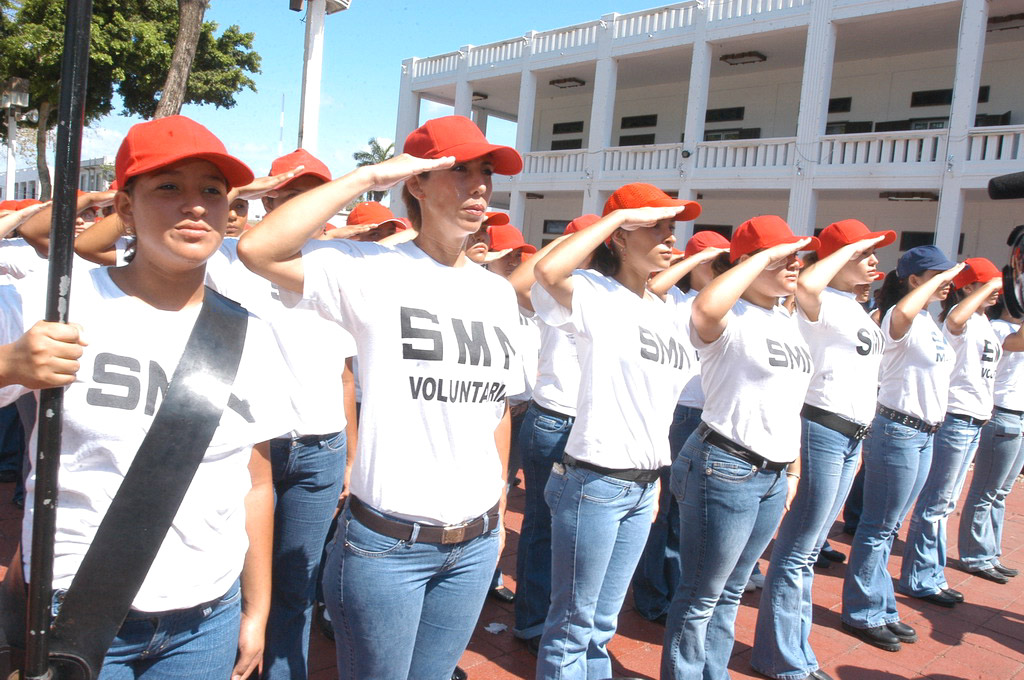
Mujeres voluntarias uniformadas con la vestimenta oficial del Servicio Militar Nacional de México

En México, el Servicio Militar Nacional es la instrucción militar obligatoria que todo mexicano debe efectuar al cumplir los 18 años. Hasta el 2000, el servicio militar era exclusivo para los ciudadanos varones, pero de esta fecha en adelante se permite, con el carácter de opcional, que las mujeres cumplan con el servicio.
En 2018, hubo 340,000 personas que se registraron para realizar el servicio militar.

## Historia
A raíz del inicio de la Segunda Guerra Mundial en 1939 y el consiguiente escalamiento en su magnitud, se pensó en aumentar las fuerzas regulares del Ejército Mexicano con base en el reclutamiento masivo de civiles, lo cual implicaba el entrenamiento masivo de personal civil, lo que en tiempos de guerra sería muy problemático y poco eficaz. Por esto y con la experiencia que se tenía en la Guardia Nacional en México y en otros países, se instituyó el Servicio Militar Nacional, promulgándose su ley y reglamento el 19 de agosto de 1940, la cual entró en vigor dos años después, el 3 de agosto de 1942, por decreto del entonces presidente de México, el general Manuel Ávila Camacho, iniciándose así el servicio militar.
Para realizar el servicio, se seguía el siguiente proceso. 
- Se inscribe al servicio el joven que tuviera 18 o más años, lo cual demostraba con un documento llamado cartilla, donde se asentaban todos sus datos y se marcaba su matrícula.
- Se sorteaba entre los conscriptos el tipo de cumplimiento para el servicio, Disponibilidad o Alistado.
- Se cumple con el servicio en la modalidad dada.
- Al término del servicio se le liberaba la cartilla, con un sello y un papel adjunto donde se marcaba el grado que había podido adquirir y sus posibles distinciones. Era común que algunas personas hicieran durante varios años el servicio, lo cual les permitía subir en el rango ya que normalmente eran asignados como instructores.

Durante años, el servicio militar se podía realizar de dos maneras:
- A disponibilidad: en esta modalidad los conscriptos se comprometían durante el año de su instrucción a quedar pendientes de un posible llamado a alistarse, lo cual nunca ha ocurrido, en este caso quedaban los exentos al servicio por impedimento físico o médico.
- Alistados: en esta modalidad los conscriptos recibían instrucción militar básica durante un año todos los días sábados, en este caso era obligatorio el asistir y por ende si el conscripto tenía que realizar otra actividad como trabajar, el patrón debía, por ejemplo, tomarlo como una falta justificada.

La educación impartida inicialmente consistía básicamente en el manejo de armas de fuego, aspectos de disciplina militar y formación de oficialía de bajo rango. Aunque con el paso de los años se fue haciendo de lado la instrucción de armas y de oficialía, por lo cual ha sido criticado como poco productivo el servicio, ya que en la actualidad se aboca más a realizar campañas de acercamiento con la población civil, como el pintado de aceras, la limpieza de barrancas, las campañas de alfabetización y otras actividades.
En el caso de los acuartelados, el servicio era un entrenamiento militar básico, como el que se da a la tropa que ingresa al servicio de las armas, donde se le daba formación física y militar. El proceso, por lo intenso, se cumplía en promedio en dos meses, en los cuales se llegaba a dar instrucción de paracaidismo.
Con la promulgación de la Ley de Nacionalidad del 23 de enero de 1998 bajo la presidencia de Ernesto Zedillo Ponce de León, todo ciudadano mexicano que cuente con doble nacionalidad queda exento del servicio militar.
Hasta el 2000, solo los varones podían realizar el servicio militar, pero por una reforma del entonces presidente Vicente Fox Quezada, se permitió que, por elección, las mujeres en edad militar pudieran realizar el servicio, lo cual ha sido criticado ya que se considera que no cumple con el espíritu de la ley, por relegarse a las mujeres a tareas no militares.[cita requerida]
En el 2002 la cartilla militar dejó de ser un requisito para obtener el pasaporte mexicano.
Con la llegada de Felipe Calderón Hinojosa a la Presidencia de la República, se reformó el servicio militar y se intentó volver a sus orígenes, teniendo los conscriptos el entrenamiento equivalente el C.A.M.B.I. (Curso de Adiestramiento Militar Básico Individual), que reciben todos los militares mexicanos cuando se alistan en el ejército, sin importar a qué rama del Ejército se una o la función que desempeñará, es decir, todos los militares mexicanos, la mayoría de los jóvenes mayores de edad, los cadetes de los planteles militares e incluso los administrativos pasan por este curso.[cita requerida]
Por este carácter, se debía cumplir con dos resellos de la cartilla militar liberada: el primero, a los 30 años, en el cual se dejaba de ser parte de la 1.ª Reserva del Ejército, para entrar a la 2.ª Reserva, a la cual se dejaba de pertenecer a los 40 años cumplidos, para lo cual debía resellarse la Cartilla y pasaba a la 3.ª Reserva, en la cual prácticamente quedaba la persona liberada del servicio obligatorio, por lo que cualquier ciudadano ya no requería de la cartilla en los hechos.
A partir del 2014, se implementó una nueva opción de completar el Servicio Militar en la modalidad de «Encuadrado en una Compañía» por un lapso de 3 meses. Existen tres escalones al año en los cuales los conscriptos pueden completar su Servicio Militar en un tiempo menor. El adiestramiento se basa en práctica de orden cerrado, práctica de tiro, acondicionamiento físico, paso por la pista del combatiente y clases como: Plan DN-III, Legislación Militar, Derechos Humanos, etc. Además que proporciona alimentación, vestuario y alojamiento para los encuadrados y un reconocimiento por haber cumplido el deber constitucional de esa manera.

## Críticas
En diversas ocasiones se ha propuesto eliminar el carácter obligatorio del SMN. Entre las razones que se han mencionado para eliminar el SMN es que México no ha participado en una guerra en más de 60 años, lo que hace que tener un servicio militar obligatorio sea obsoleto e innecesario, además de ir en contra de la Doctrina Estrada, la política pacifista del país.
Del mismo modo, se argumenta una falta de interés por parte de los ciudadanos en realizar el servicio. Desde el año 2000, el número de personas que realizan su servicio militar ha disminuido un 35%, pasando de 525,000 inscritos en el año 2000 a 340,000 en el 2018. Esto se debe en parte a que la ley no establece ninguna sanción penal o administrativa por no realizar el servicio militar, y a que la cartilla militar liberada dejó de ser requisito para obtener el pasaporte en 2002, durante el sexenio de Vicente Fox.
Otra crítica frecuente es que el SMN solo sea obligatorio para varones y no para mujeres, violando la igualdad de género. A pesar de que esta sea una crítica común, la SCJN considera que el Servicio Militar no viola el derecho a la igualdad ni es discriminatorio. Del mismo modo se han criticado propuestas que proponen hacerlo obligatorio tanto para hombres como para mujeres, pues se les agregaría una obligación más a las mujeres y no un derecho. Esto atentaría contra las libertades de las mujeres y por lo tanto no se podría considerar un logro hacia la igualdad de género. Aunque también se ha propuesto que se aplicase para ambos sexos de forma voluntaria.
También se han mencionado como problemas la excesiva carga burocrática, así como algunas quejas presentadas ante la Comisión Nacional de los Derechos Humanos por maltrato físico y psicológico por parte de los militares hacia los conscriptos.

## Organización
Funcionarios:
- Director general del Servicio Militar Nacional
- Subdirector general Del Servicio Militar Nacional
- Jefe de la Sección Administrativa Dirección General del Servicio Militar Nacional
- Jefe de la Sección Técnica Dirección General del Servicio Militar Nacional

Compañías del S.M.N.(una por cada Región Militar):
- 1.ª Compañía del S.M.N. En el Campo Militar n.º 37-A (San Juan Teotihuacán, Méx.).
- 2.ª Compañía del S.M.N. En el Campo Militar n.º 2-F (Tijuana, B.C.).
- 3.ª Compañía del S.M.N. En las Instalaciones del 85.º B.I. (5 de Mayo, Dgo.).
- 4.ª Compañía del S.M.N. En el Campo Militar n.º 7-A (Escobedo, N.L.).
- 5.ª Compañía del S.M.N. En las Instalaciones del 4.º B.I.C. (La Mojonera, Jal.).
- 6.ª Compañía del S.M.N. En el Campo Militar n.º 25-A (Puebla, Pue.).
- 7.ª Compañía del S.M.N. En las Instalaciones del C.A.C.I.R. VII R.M. (Chicoasen, Chis.).
- 8.ª Compañía del S.M.N. En el Campo Militar n.º 28-A (Ixcotel, Oax.).
- 9.ª Compañía del S.M.N. En las Instalaciones del 50.º B.I. (Chilpancingo, Gro.).
- 10.ª Compañía del S.M.N. En las Instalaciones del 11.º B.I. (Mérida, Yuc.).
- 11.ª Compañía del S.M.N. En las Instalaciones del Cuartel Ligero (Cd. Juárez, Chih.).
- 12.ª Compañía del S.M.N. En las Instalaciones del Campo Militar n.º 17-A (Querétaro, Qro.).